# Bullockia maldonadoi
Bullockia maldonadoi är en fiskart som först beskrevs av Eigenmann 1920.  Bullockia maldonadoi ingår i släktet Bullockia och familjen Trichomycteridae. IUCN kategoriserar arten globalt som otillräckligt studerad. Inga underarter finns listade.